# 1997年ハンガリーグランプリ
1997年ハンガリーグランプリ(1997 Hungarian Grand Prix)は、1997年F1世界選手権第11戦として、1997年8月10日にハンガロリンクで開催された。

## 概要

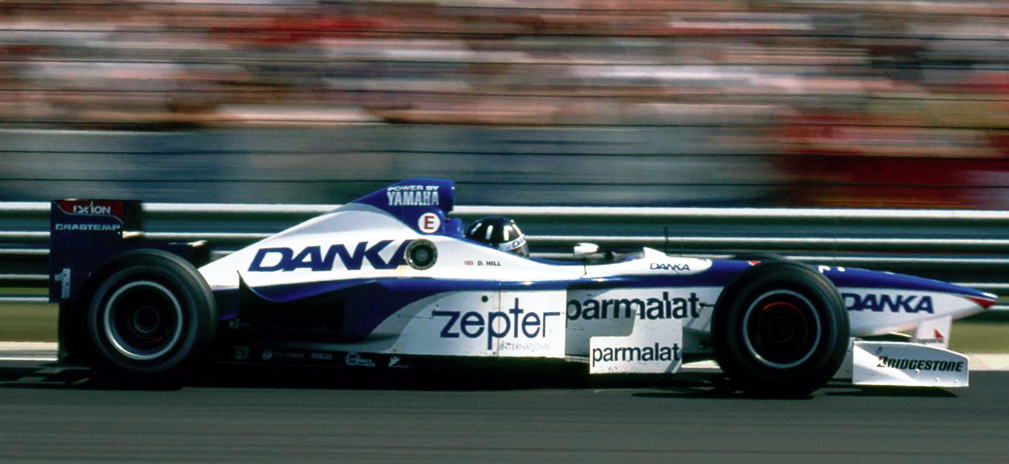
トップを快走するアロウズ・ヤマハのヒル

予選はフェラーリのミハエル・シューマッハがポールポジションを獲得し、タイトルを争うウィリアムズ・ルノーのジャック・ヴィルヌーヴが2番手に続いた。3位は前年度王者であるアロウズ・ヤマハのデイモン・ヒルが躍進し今季最高の順位を獲得した。前戦ドイツGPを制したベネトン・ルノーのゲルハルト・ベルガーは7番手に入った。
決勝は快晴で路面温度が上昇し、スタート直後にコンディションがマッチしたブリヂストンタイヤを使用する予選3位のヒルがじわじわと予選PPのM・シューマッハを攻め立てる。M・シューマッハは決勝当日のフリー走行で予選で使用した新型シャシーを壊し、決勝はアーバインと同じ仕様のTカーに乗り換えていた。11周目の第1コーナーでヒルはM・シューマッハを抜き首位に立った。フェラーリ勢はグッドイヤータイヤとのマッチングの悪さから終始ペースが上がらず、やがてM・シューマッハはウィリアムズ勢やマクラーレン勢にも抜かれてしまう。M・シューマッハは中盤以降はジョーダン・プジョーを駆る弟のラルフ・シューマッハの追撃を受け続け、チームメイトであるエディー・アーバインはプロスト・無限の中野信治とのバトルに終始した。
中盤に上位陣でただ1人1ストップ作戦を取ったウィリアムズのハインツ・ハラルド・フレンツェンが、このレースのファステストラップを叩き出して一時はトップを走るも、燃料漏れからマシンが発火してリタイアに終わる。
その後ヒルの独走態勢が続き、アロウズチームにブリヂストンタイヤおよびヤマハエンジンにとっての悲願の初優勝が迫るも、残り2周でヒルのマシンに油圧系のトラブルが発生してスロットルが戻らなくなり、更にギアが3速に固まり急失速、ファイナルラップでヴィルヌーヴがヒルをオーバーテイクして9秒あまりの差をつけて1位でチェッカーを受けた。大金星をあと一歩の所で逃したヒルであったが、手負いのマシンで2位フィニッシュ、3位にはザウバーのジョニー・ハーバートが入った。そしてアーバインとの争いを制した中野が6位に入り、今季2度目の入賞を果たした。
レース後、1年前のチームメイト同士だったヴィルヌーヴとヒルはお互いの健闘を称え合うかのように抱擁し、表彰台に駆け付けた観客からは「このレースを盛り上げた主役であった」ヒルに対して大歓声が上がった。
ヒルは「A18は、基本的なバランスは優れていて、ヤマハエンジンも超軽量、ブリヂストンタイヤを履かせたら文句なしのセットアップが決まる可能性があり、（エンジンパワーがさほど重要ではない）ハンガロリンクでピッタリまとまった。グッドイヤーは少し攻め過ぎてしまったようだった」と分析している。

## 予選
| 順位 | No | ドライバー                       | チーム                   | タイム   | 差     |
| ---- | -- | -------------------------------- | ------------------------ | -------- | ------ |
| 1    | 5  | ミハエル・シューマッハ           | フェラーリ               | 1'14"672 |        |
| 2    | 3  | ジャック・ヴィルヌーヴ           | ウィリアムズ・ルノー     | 1'14"859 | +0"187 |
| 3    | 1  | デイモン・ヒル                   | アロウズ・ヤマハ         | 1'15"044 | +0"372 |
| 4    | 9  | ミカ・ハッキネン                 | マクラーレン・メルセデス | 1'15"140 | +0"468 |
| 5    | 6  | エディ・アーバイン               | フェラーリ               | 1'15"424 | +0"752 |
| 6    | 4  | ハインツ＝ハラルド・フレンツェン | ウィリアムズ・ルノー     | 1'15"520 | +0"848 |
| 7    | 8  | ゲルハルト・ベルガー             | ベネトン・ルノー         | 1'15"699 | +1"027 |
| 8    | 10 | デビッド・クルサード             | マクラーレン・メルセデス | 1'15"705 | +1"033 |
| 9    | 7  | ジャン・アレジ                   | ベネトン・ルノー         | 1'15"905 | +1"233 |
| 10   | 16 | ジョニー・ハーバート             | ザウバー・ペトロナス     | 1'16"138 | +1"466 |
| 11   | 22 | ルーベンス・バリチェロ           | スチュワート・フォード   | 1'16"138 | +1"466 |
| 12   | 14 | ヤルノ・トゥルーリ               | プロスト・無限ホンダ     | 1'16"297 | +1"625 |
| 13   | 12 | ジャンカルロ・フィジケラ         | ジョーダン・プジョー     | 1'16"300 | +1"628 |
| 14   | 11 | ラルフ・シューマッハ             | ジョーダン・プジョー     | 1'16"686 | +2"014 |
| 15   | 17 | ジャンニ・モルビデリ             | ザウバー・ペトロナス     | 1'16"766 | +2"094 |
| 16   | 15 | 中野信治                         | プロスト・無限ホンダ     | 1'16"784 | +2"112 |
| 17   | 23 | ヤン・マグヌッセン               | スチュワート・フォード   | 1'16"858 | +2"186 |
| 18   | 18 | ヨス・フェルスタッペン           | ティレル・フォード       | 1'17"095 | +2"323 |
| 19   | 2  | ペドロ・ディニス                 | アロウズ・ヤマハ         | 1'17"118 | +2"346 |
| 20   | 20 | 片山右京                         | ミナルディ・ハート       | 1'17"232 | +2"560 |
| 21   | 19 | ミカ・サロ                       | ティレル・フォード       | 1'17"482 | +2"810 |
| 22   | 21 | タルソ・マルケス                 | ミナルディ・ハート       | 1'18'020 | +3"348 |

## 決勝
| 順位 | No | ドライバー                       | チーム                   | 周回数 | タイヤ/リタイア | グリッド | ポイント |
| ---- | -- | -------------------------------- | ------------------------ | ------ | --------------- | -------- | -------- |
| 1    | 3  | ジャック・ヴィルヌーヴ           | ウィリアムズ・ルノー     | 77     | 1:45'47.149     | 2        | 10       |
| 2    | 1  | デイモン・ヒル                   | アロウズ・ヤマハ         | 77     | +9.079          | 3        | 6        |
| 3    | 16 | ジョニー・ハーバート             | ザウバー・ペトロナス     | 77     | +20.445         | 10       | 4        |
| 4    | 5  | ミハエル・シューマッハ           | フェラーリ               | 77     | +30.501         | 1        | 3        |
| 5    | 11 | ラルフ・シューマッハ             | ジョーダン・プジョー     | 77     | +30.715         | 14       | 2        |
| 6    | 15 | 中野信治                         | プロスト・無限ホンダ     | 77     | +41.512         | 16       | 1        |
| 7    | 14 | ヤルノ・トゥルーリ               | プロスト・無限ホンダ     | 77     | +1'15.552       | 12       |          |
| 8    | 8  | ゲルハルト・ベルガー             | ベネトン・ルノー         | 77     | +1'16.409       | 7        |          |
| 9    | 6  | エディ・アーバイン               | フェラーリ               | 76     | +1 Lap          | 5        |          |
| 10   | 20 | 片山右京                         | ミナルディ・ハート       | 76     | +1 Lap          | 20       |          |
| 11   | 7  | ジャン・アレジ                   | ベネトン・ルノー         | 76     | +1 Lap          | 9        |          |
| 12   | 21 | タルソ・マルケス                 | ミナルディ・ハート       | 75     | +2 Laps         | 22       |          |
| 13   | 19 | ミカ・サロ                       | ティレル・フォード       | 75     | +2 Laps         | 21       |          |
| Ret  | 10 | デビッド・クルサード             | マクラーレン・メルセデス | 65     | 電気系          | 8        |          |
| Ret  | 18 | ヨス・フェルスタッペン           | ティレル・フォード       | 61     | ギアボックス    | 18       |          |
| Ret  | 2  | ペドロ・ディニス                 | アロウズ・ヤマハ         | 53     | 電気系          | 19       |          |
| Ret  | 12 | ジャンカルロ・フィジケラ         | ジョーダン・プジョー     | 42     | スピンアウト    | 13       |          |
| Ret  | 4  | ハインツ＝ハラルド・フレンツェン | ウィリアムズ・ルノー     | 29     | 燃料漏れ        | 6        |          |
| Ret  | 22 | ルーベンス・バリチェロ           | スチュワート・フォード   | 29     | エンジン        | 11       |          |
| Ret  | 9  | ミカ・ハッキネン                 | マクラーレン・メルセデス | 12     | 油圧系          | 4        |          |
| Ret  | 17 | ジャンニ・モルビデリ             | ザウバー・ペトロナス     | 7      | エンジン        | 15       |          |
| Ret  | 23 | ヤン・マグヌッセン               | スチュワート・フォード   | 5      | アクシデント    | 17       |          |